# PAMI

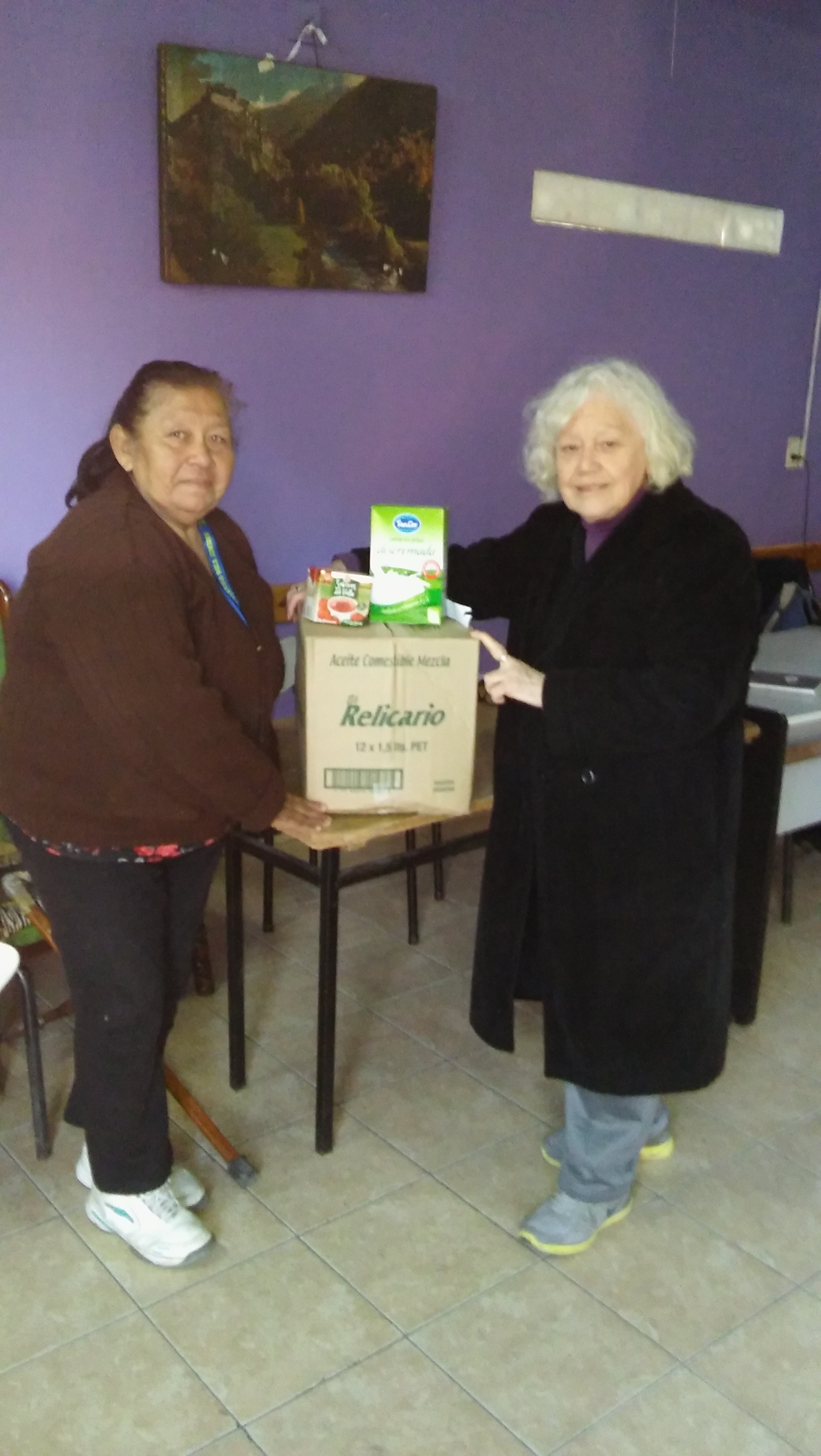
Entrega de caja de alimentos a jubilados. Programa ProBienestar del PAMI. Centro de Jubilados "Tercera Juventud" de Lanús Este. Lanús, Buenos Aires, Argentina. Los centros de jubilados realizan diversas actividades que promueven el desarrollo integral de los adultos mayores y la identificación con el barrio al que pertenecen.

El Programa de Atención Médica Integral, conocido comúnmente por sus siglas PAMI, es una obra social para los jubilados y pensionados, las personas mayores de 70 años sin jubilación y los excombatientes de la Guerra de las Malvinas, que funciona en Argentina como dependencia del Ministerio de Salud de la Nación.
En el año 1970 el programa lanzó una masiva campaña de afiliación para proyectar su estructura nacional. En 1976 empezó a contar en cada provincia con una agencia o sucursal para que los jubilados pudieran acudir a ella.
Es la obra social con mayor cantidad de afiliados de la Argentina, y también el mayor pagador de prestaciones al hospital público, dado que casi el 70 % de los pagos se corresponde con servicios a sus afiliados. Muchos de ellos lo están también a obras sociales provinciales y reciben atención médica a través de ellas en los hospitales públicos provinciales y no del PAMI directamente.
Fue fundado con la idea de ser un ente autónomo pero, hasta ahora, todos los presidentes del directorio o directores o interventores fueron designados por los presidentes de turno.
EL PAMI es parte de la membresía de la Conferencia Interamericana de Seguridad Social, organismo internacional técnico y especializado, que tiene el objetivo de fomentar el desarrollo de la protección y seguridad social en América. 

## Creación
El 13 de mayo de 1971, a través del Decreto-ley 19.032, se crea el Instituto Nacional de Servicios Sociales para Jubilados y Pensionados, en un intento por dar respuesta a un problema que afectaba a la denominada tercera edad: la falta de atención médica y social por parte de sus obras sociales de origen. El Instituto se transforma en un pionero en la asistencia a los mayores ya que por aquellos años no existían cátedras de medicina ni tampoco se planteaban políticas globales de salud para la tercera edad. De allí el rol histórico que cumplió el organismo.

### Historia del nombre
El Instituto contó, como centro de su accionar, con el llamado Programa de Atención Médica Integral (PAMI) que en sus primeros años funcionó para los afiliados domiciliados en la Capital Federal.
Con los años, la sigla PAMI se convirtió en el ícono que identificó a la obra social de los jubilados y pensionados. Desde el 2009 se redefine como: "Por una Argentina con Mayores Integrados".
Desde sus inicios se plantearon discusiones sobre si el PAMI era un organismo de carácter público o privado. El origen de sus aportes provenientes de los propios jubilados y de los trabajadores en actividad definió su naturaleza jurídica y la Procuración General del Tesoro tomó una decisión al señalar que “El Instituto es persona de derecho público no estatal”.

### En todo el país y con más afiliados
A mediados de los ’70 el PAMI lanzó una masiva campaña de afiliación y comenzó a proyectar su estructura nacional, hasta arribar en 1976 a contar en cada provincia con una agencia o sucursal a la que pudieran acudir los jubilados.
Actualmente el PAMI registra 38 Unidades de Gestión Local (ex delegaciones regionales); tiene más de 550 bocas de atención en todo el país y redondea 4.500.000 afiliados, asumiendo su papel de obra social más grande del país.
La dimensión alcanzada contrasta con la primera etapa, cuando el PAMI apuntaba a la firma de convenios globales con las federaciones médicas, asociaciones de obras sociales o municipios. Sin intermediarios, estas entidades se encargaban de administrar los recursos que recibían para la atención médica de los afiliados.
El PAMI avanzaba brindando más servicios, algunos esenciales para la salud de los jubilados como el otorgamiento de descuentos en la compra de medicamentos recetados por los médicos del Instituto.
Cuando se firmó el primer descuento con una farmacia de Ramos Mejía, en pocos días se agotó el stock de medicamentos ante la gran demanda de los afiliados.
A lo largo de toda su historia, el PAMI incorporó servicios médicos según las innovaciones tecnológicas y técnicas de tratamiento más modernas para la población mayor.
En ese camino, en los últimos 15 años el PAMI se convirtió en un modelo en su género por la complejidad y variación de sus prestaciones que no ofrecían otras obras sociales y que contemplaban las problemáticas de los mayores.
Tiene tres Sanatorios propios: Policlínicos PAMI I y II en la Ciudad de Rosario y Otro en la Ciudad de Buenos Aires

## Historia
Entre 1971 y 1996 tuvo 13 intervenciones y solo 6 directores designados acorde a la ley. Durante esos años se fueron alternando directores legales con interventores y comisiones normalizadoras. Desde su creación hasta 1996 fue intervenida durante 16 años, dirigida durante 6 años y hubo 4 años en los que la titularidad la tenían comisiones normalizadoras.
Entre 1996 y 2016 la situación no cambió. Fueron pocos los directores y muchos los interventores, y los escándalos por corrupción se fueron sucediendo con los distintos gobiernos.

### Década de 1970
El PAMI fue creado durante la presidencia de Agustín Lanusse en 1971 por el entonces Ministro de Bienestar Social Francisco Manrique. El Decreto-Ley 19032 establecía que sería conducido por un cuerpo de once directores, siete representando a los jubilados, dos representando a los trabajadores en actividad y dos representando al Estado. El cofundador, Pedro Urrutia, fue el primer Presidente. Manrique lo reemplazó porque se fue a Europa y no se hizo cargo de urgencias de ese momento.
En 1972 el presidente del Directorio fue Palmiro Vanoli, en 1974 fue Bruno Di Castelnuevo.
En abril de 1976, la dictadura nombró interventor a un coronel médico, Guillermo Cal.

### Década de 1980
Raúl Alfonsín asumió su elección después de la dictadura, en diciembre de 1983.
Raúl Alfonsín nombró a Raúl Pistorio como Director del PAMI en 1983. Pistorio entregaba cajas Pasi en vez de cajas PAN como hacía el gobierno.
En 1987 Raúl Alfonsín nombró como Director a Alejandro Armendáriz, quien puso la recaudación a plazo fijo para que no sea devorada por la hiperinflación. Durante la gestión de Alejandro Armendáriz, al frente del PAMI se denunció que durante su gestión se produjo el desvío millonario de fondos destinados al policlínico Ferroviario Central y la contratación de prestadoras médicas fantasmas propiedad de legisladores de la UCR que desvían los aportes de la obra social.
En 1989, Santiago de Estrada, un defensor de la causa de los jubilados, se presentó en las elecciones nacionales como candidato a Diputado Nacional por la Confederación Federalista Independiente, que apoyó en la elección presidencial a la fórmula radical de Eduardo Angeloz, y accedió a una banca. Pero el vencedor, el presidente Carlos Menem, lo puso al frente del Secretaría de Seguridad Social y fue el titular del PAMI hasta 1991, cuando renunció.
Entonces Menem nombró a Miguel Nazur.

### Década de 1990
A partir de la década de la década de los 1990 se dieron las intervenciones más cuestionadas. Los presidentes del PAMI entre 1989 y 1999 terminaron todos procesados.
En los años 1990, durante el menemismo, el PAMI fue el centro de múltiples escándalos de corrupción que comenzaron durante la gestión de  Matilde Menéndez (1992 - 1993) en el directorio. Menéndez manejó 3.000 millones de dólares. La funcionaria debió renunciar, asediada por decenas de denuncias de corrupción. Menendez modificó el sistema de facturación por prestación por el pago per cápita para, supuestamente, evitar las sobreprestaciones. Menendez pensaba acompañar a Menem en la fórmula presidencial de 1995 hasta que fue procesada por el presunto delito de falso testimonio en el juicio de la AMIA, por el presunto pago de retornos de los prestadores de la obra social del PAMI, por los delitos de cohecho, administración fraudulenta e incumplimiento de los deberes de funcionario público, que habría cometido mediante irregularidades en la contratación de clínicas psiquiátricas y por su presunta responsabilidad en el otorgamiento irregular de adelanto de partidas en doce oportunidades a hospitales y sanatorios por 17 millones de pesos. Siendo finalmente sobreseída.
Durante el menemismo, PAMI fue designado interventor el sindicalista  Carlos Alderete (1994-1995), el contador Alberto Abad (1995), Antonio Maldonado (1995), Alejandro Bramer Markovic (1996) y Víctor Alderete (1997-1999).
Carlos Alderete fue procesado por defraudación y administración fraudulenta en la causa sobre irregularidades detectadas en la remodelación del Hogar Viamonte.
Alberto Abad intentó sanear el PAMI y despedir a los «ñoquis» pero tuvo que renunciar.
Alejandro Bramer Markovic también quiso hacerlo, decidió despedir 6000 trabajadores del PAMI de una dotación de 11.700 agentes, además de 2000 médicos de cabecera. Tuvo que vérselas con los paros y protestas sindicales Dijo que iba a recortar los costos de prestación y a centralizar la gestión para evitar los negociados paralelos. Convirtió en sucursales las delegaciones del interior con lo cual les quitó el manejo de los fondos, para pagar a los prestadores, a los delegados regionales. Se tuvo que ir acusado de malversación de fondos,  desamparo de los afiliados, abandono de personas y usurpación de título ya que nunca se había recibido de ingeniero.
Víctor Alderete fue primero interventor y luego presidente del PAMI. Durante su intervención, el Estado absorbió la deuda de más de 1200 millones de pesos. Menem amplió el directorio del PAMI con seis jubilados y pensionados. El PAMI tenía un déficit mensual de más de $ 40 millones con muy malos servicios. Menem decidió, además, disminuir la cantidad de empleados que era, en ese momento, de 13.700 personas. Las irregularidades se multiplicaron durante su gestión.  Alderete recibió más de diez denuncias penales por su gestión en el PAMI,  fue procesado por presunta «defraudación» e imputado por presunta «administración fraudulenta» y pasó 15 meses preso a la espera de un juicio por presunta corrupción. Tuvo casi veinte causas abiertas judicialmente. La más comprometida todas fue la denuncia de la Oficina Anticorrupción que por «liderar una asociación ilícita para manejar sin controles los contratos del PAMI». En 2015 fue condenado a tres años y medio de prisión pero no los cumplió debido a su avanzada edad.

### Década del 2000
Durante la gestión de Fernando de la Rúa fueron interventores de PAMI Cecilia Felgueras (1999), Ángel Tonietto (2000), Horacio Rodríguez Larreta (2000), Federico Polak (2001) y Raúl Horacio Pistorio (2001).
En el año 2000 el PAMI se negó a pagar la abultada deuda contraída con la Fundación Favaloro, siendo una de las causas que René Favaloro consideró suficientes para suicidarse.
En 2002, durante el gobierno de Duhalde fueron interventores normalizadores José Manuel Corchuelo Blasco y Horacio Pacheco. Se produjo la primera elección de directores del Pami en la cual votó uno de cada 10 afiliados. Duhalde designó a Horacio Pacheco, pediatra de sus hijos.
Durante la gestión de  Néstor Kirchner fueron interventores del PAMI, Juan José González Gaviola, ex vicegobernador de la provincia de Mendoza (2003), Graciela Ocaña (2004-2007) y Cristina Fernández de Kirchner nombró, durante su presidencia, a Luciano Di Cesare (2007- 2015).
Fernando de la Rúa nombró tres interventores a la vez: Cecilia Felgueras, el frepasista Angel Tonietto y el peronista Horacio Rodríguez Larreta.
Los interventores denunciaron que había 50.000 afiliaciones irregulares que, o aparecían dos veces, o tenía números de documentos inexistentes o se trataba de beneficios mal otorgados, y tuvieron que ser desfectados.
En septiembre de 2001, Cecilia Felgueras, Angel Tonietto  y Horacio Rodríguez Larreta fueron imputados por supuesta «defraudación e incumplimiento de los deberes de funcionario público» por supuestamente direccionar la compra de vacunas antigripales en beneficio de Farmacéuticos Argentinos S.A. (FASA), en desmedro del denunciante, la Federación Argentina de Cámaras de Farmacias (FACAF).
Angel Tonietto resultó procesado por «negociaciones incompatibles con el desempeño de cargos públicos y tentativa de fraude al Estado» por beneficiar a su esposa,  Juana Castagnola, propietaria de dos hogares de discapacitados, en una recategorización. Inmediatamente después de la denuncia, en abril de 2000, Tonietto renunció. En lugar de Tonietto fue designada la frepasista Graciela Rosso.
Planeaban sancionar, en 2001, una ley que permitiera la normalización del PAMI. Felgueras abandonó el puesto porque fue elegida por los votos como Vicejefa de Gobierno de la Ciudad de Buenos Aires. Fue reemplazada por el radical Federico Polak.
Rodríguez Larreta renunció más tarde para ocupar el cargo del Instituto de Previsión Social de la provincia de Buenos Aires. En junio de 2001 renunció Polak, por sus discrepancias con respecto a la desregulación de la obra social que pretendía el ministro de Salud, Héctor Lombardo.En el año 2000 la interventora del PAMI, Graciela Rosso, denunció que la obra social de los jubilados era una fuente de negocios espurios del dirigente radical Enrique "Coti" Nosiglia y Barrionuevo. Rosso explicó que Nosiglia y su socio eran "dueños de prestadoras de salud del instituto y están unidos en distintos UGP (asociaciones de clínicas y sanatorios)".
En el expediente judicial el responsable de una clínica acusó a directivos de una federación de cámaras de psiquiatría de exigir coimas, y que éstas tenían que repartirlas entre Enrique Nosiglia y otros funcionarios de la Alianza.
Luego vino la crisis del 2001 y la renuncia de De La Rúa desencandenó una crisis institucional con varios recambios presidenciales en pocos días. El 1 de enero de 2002 asumió Eduardo Duhalde, quien nombró, como interventor del PAMI a José Manuel Corchuelo Blasco que llevó adelante la renegociación de contratos entre la obra social de los jubilados y prestadoras privadas. Fue sobreseído y el sobreseimiento revocado.
En noviembre de 2002 se sancionó la ley que normalizó el Instituto pero, cuando asumió Néstor Kirchner, en 2003, envió al Congreso un proyecto de ley que lo facultaba nuevamente a intervenir el PAMI debido a «situaciones de grave deterioro institucional que ponen en peligro las prestaciones a los jubilados».
Domingo Petrecca y Reynaldo Hermoso, vinculados a Luis Barrionuevo, habían sido nombrados directores ejecutivos nacionales pero tuvieron que renunciar en julio de 2003 en medio de un gran conflicto y fuertes presiones del Gobierno nacional. Ambos habían sido procesados por la Justicia según un dictamen de la Oficina Anticorrupción. Reinaldo Hermoso fue denunciado por amenazas y encubrimiento, supuesta asociación ilícita, presuntas irregularidades y presunto enriquecimiento ilícito. Fue investigado por supuestas coimas, administración fraudulenta en perjuicio de la administración pública y negociaciones incompatibles con sus cargos públicos. La Oficina Anticorrupción también lo denunció por haber autorizado un pago millonario a una prestadora que no entregaba los audífonos a los jubilados. Domingo Petracca fue condenado, en 2015, a dos años de prisión en suspenso e inhabilitación especial perpetua como partícipe primarios del delito de administración fraudulenta en perjuicio de la administración pública.
Kirchner nombró como interventor del PAMI a Juan José González Gaviola, ex vicegobernador de la Provincia de Mendoza. Una de sus funciones iba a ser desvincular del organismo a gerentes con elevados sueldos vinculados a Luis Barrionuevo. González Gaviola fue cuestionado por nombrar a su esposa, Susana Vignoli, como asesora del PAMI y por otros nombramientos cobraron indemnizaciones y luego fueron vueltos a contratar por otros organismos, al igual que González Gaviola cuando renunció. Al mismo tiempo realizó despidos masivos que generaron que la Asociación Trabajadores del Estado (ATE) paralizara las actividades del organismo como forma de protesta. González Gaviola fue denunciado en el programa televisivo Día D,  en el canal América TV, por supuesta corrupción. La investigación periodística de Día D lo acusaba de haber designado personal jerárquico ad honorem. Juan José González Gaviola se vio obligado a renunciar. Debido al escándalo Kirchner le pidió la renuncia y nombró, en su lugar, a Graciela Ocaña.
Ocaña, a su vez, fue reemplazada por Luciano Di Cesare. En 2008, siendo Di Cesare titular del PAMI y Ocaña Ministra de Salud, se realizó el traspaso, al PAMI, del ex Hospital Francés que fue rebautizado «Unidad Asistencial Doctor César Milstein» en honor a César Milstein.
La relación entre ambos fue tensa, lo cual motivó denuncias cruzadas. Ocaña denunció a Di Cesare por supuesto enriquecimiento ilícito y malversación de fondos, y Di Cesare denunció a Ocaña por haber mantenido 2.500 millones de pesos líquidos sin invertir los fondos excedentes, lo cual habría impedido cobrar los intereses qu ese dinero podría haber generado. La ley dice que «los fondos excedentes, se invertirán exclusivamente en depósitos a plazo fijo en el Banco de la Nación Argentina, en condiciones que aseguren el máximo interés en vencimientos escalonados». Por ese motivo la acusó de «defraudación por administración fraudulenta en perjuicio de la administración pública y/o incumplimiento de los deberes de funcionario público» causa en la que Ocaña sería procesada en 2015.
Di Cesare resultó procesado por el delito de defraudación contra la administración pública y negociaciones incompatibles con la función pública por haber comprado letras del Tesoro nacional con fondos del PAMI en vez de otorgarles prestaciones a los jubilados.
Además fue denunciado penalmente por supuestos manejos irregulares del presupuesto del PAMI por haber cobrado sueldos de un millón de pesos,  Según el Juez Claudio Bonadio, Di Cesare «abusando del cargo que ocupaba, desvió sumas de dinero de las arcas del PAMI, dándoles un destino diferente al que correspondía a sus fines propios y ocasionando, de esa manera, perjuicio en las prestaciones del organismo».
Tras su salida Ocaña fue denunciada por haber mantenido 2.500 millones de pesos líquidos sin invertir los fondos excedentes, lo cual habría impedido cobrar los intereses qu ese dinero podría haber generado. Por ese motivo la acusó de «defraudación por administración fraudulenta en perjuicio de la administración pública y/o incumplimiento de los deberes de funcionario público».

### Década del 2010
Entre 2010 y 2015 Luciano Di Cesare estuvo al frente del PAMI y, hasta diciembre de 2015. Graciela Ocaña lo acusó de haber montado «una estructura paralela» para incorporar militantes de La Cámpora, liderada por Máximo Kirchner.
Durante la gestión de Mauricio Macri fue designado como titular el doctor Carlos Regazzoni, quien denunció, en diciembre de 2015, a Luciano Di Cesare por irregularidades en la derivación e internación de los afiliados, sobreprecios en la compra de medicamentos y defraudación contra la administración pública. Los principales problemas con los que se encontró Regazzoni fueron «difícil acceso a las prestaciones, la ausencia de calidad, la escasez de camas para internación, un inadecuado sistema de contrataciones, geriátricos y establecimientos de salud mental que no cumplen requisitos, y falta de médicos y centros de atención».
En abril de 2016, Di Cesare fue citado a indagatoria por el juez federal Ariel Lijo  por supuesta defraudación al Estado debido al cobro por supuestas vacaciones no gozadas en el período 2004-2012. Di Cesar también fue acusado de estafa por 500 millones por la supuesta compra de medicamentos de jubilados que habían muerto y luego serían revendidos
En agosto de 2016 se presentó una denuncia penal contra Marcos Peña y Carlos Regazzoni por el uso de los datos reservados del PAMI para fines electorales, la denuncia penal por “tráfico de datos” y “abuso de autoridad” quedó radicada en el Juzgado Federal N° 2 del Dr. Sebastián Ramos.
Cuando asumió, el nuevo titular del PAMI encontró 16 mil sillas de ruedas, nuevas, abandonadas en los depósitos mientras miles de afiliados esperaban meses y años para recibir una silla.
Durante su gestión  Carlos Regazzoni, firmó dos convenios millonarios que beneficiaban a los dirigentes del Club Boca Juniors, Daniel Angelici y al empresario Nicolás Caputo, este último fue beneficiado con una resolución en la que se le reconocen millonarios mayores costos por la construcción del Hospital Bicentenario en Esteban Echeverría, que nunca pudo probar técnicamente.
Una de las primeras medidas fue designar al menos 21 "asesores" con un costo anual que supera el millón de pesos Además Regazzoni llevó a cabo la contratación de 1500 nuevos funcionarios con sueldos de hasta 120.000 pesos mensuales mientras recortó el servicio de Internación Domiciliaria donde se daban hasta 12 horas de enfermería por día, a 20 minutos dos veces por día. Durante su gestión se  criticó la medida del PAMI de reducir el listado de laboratorios para los análisis clínicos de sus afiliados, de los 410 laboratorios que habían sido habilitados por el PAMI en la Ciudad de Buenos Aires  solo quedaron 36. En tando diputados de la Comisión de Salud, que preside Carolina Gaillard, denunciaron la falta de entrega de medicamentos, la faltante de medicación oncológica, la reducción en la cobertura de los medicamentos crónicos para beneficiarios del PAMI durante la gestión de Regazzoni.

## Titulares del Pami
| N.º | Director                      | Periodo                                           |
| --- | ----------------------------- | ------------------------------------------------- |
| 1   | Pedro Urritia                 | 1971 - 1972                                       |
| 2   | Palmiro Vanoli                | 1972 - 1974                                       |
| 3   | Bruno Di Castelnuovo          | 1974 - 1976                                       |
| 4   | Dr. Santiago de Estrada       | 2 de abril de 1976 - 10 de diciembre de 1983      |
| 5   | Raúl Pistorio                 | 12 de diciembre de 1983 - 4 de febrero de 1988    |
| 6   | Alejandro Armendáriz          | 4 de febrero de 1988 - 8 de julio de 1989         |
| 7   | Santiago de Estrada           | 8 de julio de 1989 - 10 de enero de 1991          |
| 8   | Miguel Nazur                  | 10 de enero de 1991 - 3 de febrero de 1992        |
| 9   | Matilde Menéndez              | 3 de febrero de 1992 - 15 de abril de 1994        |
| 10  | Carlos Alderete               | 18 de abril de 1994 - 4 de enero de 1995          |
| 11  | Alberto Abad                  | 4 de enero de 1995 - 4 de junio de 1995           |
| 12  | Antonio Maldonado             | 4 de junio de 1995 - 26 de julio de 1996          |
| 13  | Alejandro Bramer Markovic     | 1 de agosto de 1996 - 14 de enero de 1997         |
| 14  | Víctor Alderete               | 14 de enero de 1997 - 10 de diciembre de 1999     |
| 15  | Cecilia Felgueras             | 10 de diciembre de 1999 - 7 de agosto de 2000     |
| 15  | Ángel Tonietto                | 10 de diciembre de 1999 - 9 de abril de 2000      |
| 15  | Horacio Rodríguez Larreta     | 10 de diciembre de 1999 - 2 de diciembre de 2000  |
| 16  | Federico Polak                | 2 de diciembre de 2000 - 22 de junio de 2001      |
| 17  | Raúl Pistorio                 | 22 de junio de 2001 - 16 de enero de 2002         |
| 18  | José Manuel Corchuelo Blasco  | 16 de enero de 2002 - 16 de enero de 2003         |
| 19  | Horacio Pacheco               | 16 de enero de 2003 - 6 de junio de 2003          |
| 20  | Juan Horacio González Gaviola | 8 de junio de 2003 - 7 de enero de 2004           |
| 21  | Graciela Ocaña                | 7 de enero de 2004 - 10 de diciembre de 2007      |
| 22  | Luciano Di Cesare             | 10 de diciembre de 2007 - 10 de diciembre de 2015 |
| 23  | Carlos Javier Regazzoni       | 10 de diciembre de 2015 - 15 de marzo de 2017     |
| 24  | Sergio Cassinotti             | 15 de marzo de 2017 - 10 de diciembre de 2019     |
| 25  | Luana Volnovich               | 10 de diciembre de 2019 - 10 de diciembre de 2023 |
| 26  | Esteban Leguizamo             | 20 de diciembre de 2023 - en el cargo             |

## Galería

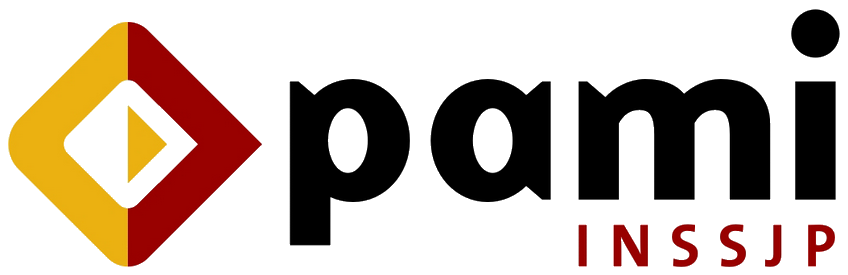
Década del 2000
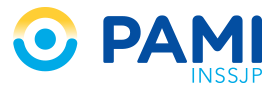
Logotipo actual de Pami